# Carlos Maussa
Carlos Maussa (* 24. September 1971 in Montería, Kolumbien als Charles Celindo Maussa Diaz) ist ein ehemaliger kolumbianischer Boxer im Halbweltergewicht. 
Am 25. Juni 2005 gewann er gegen Vivian Harris (25-1-1) mit einem klassischen K.-o.-Sieg in Runde 7 den Weltmeistertitel des Verbandes WBA; verlor ihn allerdings bereits in seiner ersten Titelverteidigung gegen den bis dahin ungeschlagenen Briten Ricky Hatton durch Knockout in Runde 9.